# Melide (Svizzera)
Melide (in dialetto ticinese Melì) è un comune svizzero di 1 853 abitanti del Canton Ticino, nel distretto di Lugano.

## Geografia fisica
Melide si trova sulla riva del lago Ceresio, nel settore meridionale del Cantone Ticino. Fa parte del circolo di Paradiso, nel distretto di Lugano: l’altitudine del territorio comunale va dai 273 ai 670 m s.l.m., la popolazione è di 1 853 abitanti (registrata a febbraio 2018), con una densità di 999,40 ab./km² e confina con Lugano (a nord), Carona (ora frazione di Lugano a ovest), Vico Morcote (a sud) e Bissone (a est).
La superficie del territorio è di 164 ettari, di cui 105 boscosi, 23 dedicati al traffico, 2 occupati da corsi d’acqua e superfici senza vegetazione e 34 da superfici d’insediamento. L’abitato si estende in parte lungo le pendici del Monte Arbostora e in parte su una punta morenica, unica nel suo genere, che si protende fino a metà lago, in direzione di Bissone.
Melide gode di un clima mite e di una posizione privilegiata: immersa nel magnifico scenario prealpino, si trova a soli 6 km da Lugano ed è facilmente raggiungibile sia da nord che da sud grazie all’autostrada e alla ferrovia. Per queste ragioni la località ha una decisa vocazione turistica e offre un’ampia gamma di possibilità per l’alloggio e il tempo libero.

## Storia
La prima citazione documentata di Melide si trova negli Statuti di Como promulgati alla fine del XIII secolo, in cui la piccola località lacustre figura fra i comuni ai quali Como imponeva l’obbligo di portare alla sua pescheria una determinata quantità di pesce durante la quaresima. Melide contava allora poche famiglie, dedite all’agricoltura, alla pesca e al traghetto. La principale fonte di reddito derivava tuttavia dall’attività in campo edilizio. Dai testi antichi emerge infatti che l’emigrazione di scalpellini, muratori e architetti era diffusa già nel 1100. Questi lavoratori della pietra o magistri, come venivano chiamati, trovavano lavoro in Piemonte e in Lombardia.
Nel Rinascimento l’emigrazione melidese acquista notorietà e assume proporzioni tali da creare grossi vuoti nella comunità locale. Lo attesta un ruolo militare fatto allestire dal duca Gian Galeazzo Sforza, dal quale risulta che alla fine del 1400 a Melide erano abili al servizio solo cinque uomini. L‘apice della fama dei magistri nati a Melide venne raggiunta con Domenico Fontana (1543-1607), architetto alla corte pontificia di Roma e poi alla corte reale di Napoli, e con Matteo Castelli (ca. 1555-1632), architetto del Re di Polonia.
La particolare posizione geografica del comune ha inoltre giocato un ruolo fondamentale, tanto che nel Medioevo e nel Rinascimento Melide rappresentava un passaggio obbligato per pellegrini, studenti e mercanti che si recavano nella vicina Penisola: a Melide sorgeva pure l’ospizio del Santo Spirito (demolito nel 1909), dove i viaggiatori potevano sostare in attesa di imbarcarsi per Bissone e proseguire il loro viaggio verso sud. Queste persone si spostavano da sole o in piccoli gruppi e senza grossi carichi di merci: ciò faceva sì che preferissero la via del Ceneri alle sinuosità del Verbano e sebbene fosse già possibile imbarcarsi a Lugano per raggiungere Riva San Vitale, in molti sceglievano di effettuare la traversata del Ceresio a Melide, perché più breve ed economica.
Un grossissimo impulso all'economia locale è stato generato dalla costruzione del ponte-diga (nel 1847) e della soprastante linea ferroviaria (nel 1874), opere che crearono le condizioni ideali per lo sviluppo industriale di Melide, con l'apertura di nuove fabbriche e la creazione di nuovi posti di lavoro: la fornace per la produzione della calce, la distilleria (situata nell’ormai sconsacrato ospizio del Santo Spirito), la fabbrica di sapone presso le Cantine di Fondo, la Birreria Conti, la fabbrica di sigari “La Nazionale” (attiva fin verso il 1930) e la fabbrica di campane della famiglia Bianchi, alle quali va aggiunta l’apertura di alberghi, cantine e osterie. Il passaggio della linea ferroviaria, inoltre, richiamava nuovi turisti, e dal 1968, con la realizzazione dell’autostrada, Melide risulta un punto cruciale lungo l’asse nord-sud che attraversa l’Europa.
Oggi Melide accoglie i turisti con le sue splendide passeggiate al lago, i percorsi culturali, diverse sagre e manifestazioni popolari e soprattutto con la famosa Swissminiatur, un parco espositivo unico nel suo genere, fondato da Pierre Vuigner e Georges Wütrich nel 1959, che propone un percorso didattico attraverso i più importanti monumenti storici e paesaggistici svizzeri, riprodotti in scala.
Melide, grazie alla sua vicinanza con la città di Lugano, all’ottimo collegamento garantito dall’infrastruttura ferroviaria e autostradale nonché all’attrattività dei diversi servizi offerti, ha vissuto nell’ultimo ventennio un importante sviluppo edilizio e si pone oggi come comune a vocazione principalmente residenziale e turistica.

### Simboli
Lo stemma comunale di Melide è così blasonato: d'azzurro, all'ancora codata, d'oro.

## Monumenti e luoghi d'interesse
- Chiesa parrocchiale dei Santi Quirico e Giulitta, eretta nel VI-VII secolo e ricostruita nel 1590 circa da Domenico Fontana[1]
- Cappella della Santa Croce, eretta nel 1626[1]
- Ponte-diga di Melide, costruito nel 1844-1847 da Pasquale Lucchini[2]
- Swissminiatur, parco tematico costruito nel 1959[1]
- Parco Tosi
- Lido di Melide
- Lungolago

## Infrastrutture e trasporti

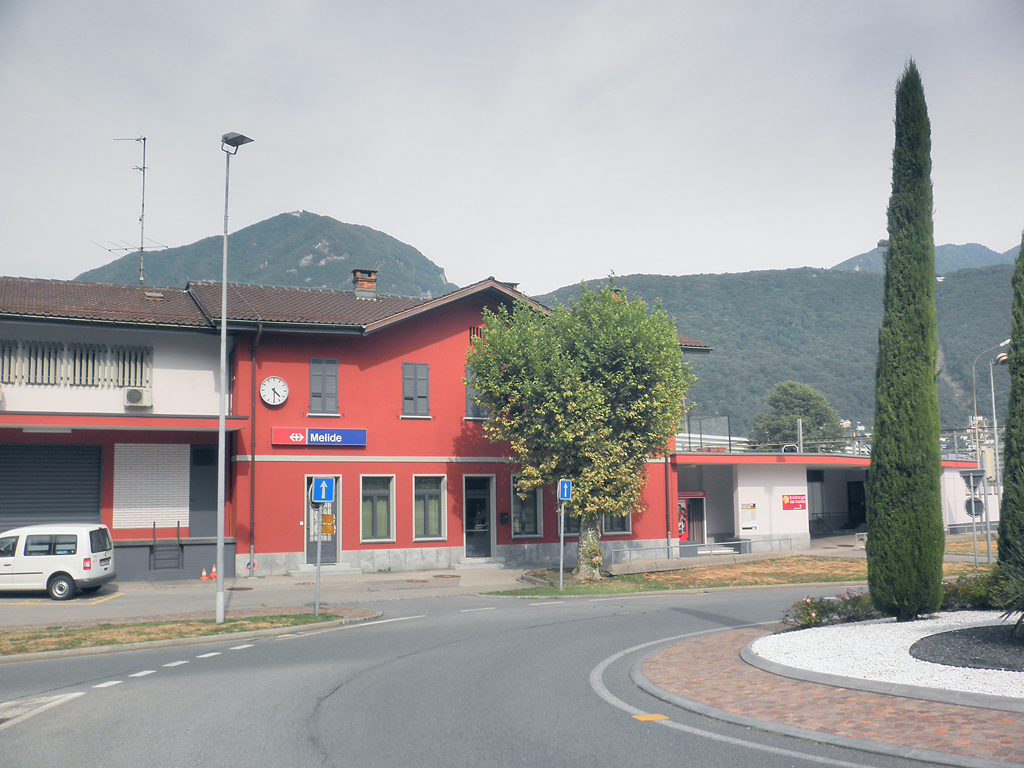
La stazione di Melide

Il paese è servito dalla stazione di Melide della ferrovia del Gottardo.

## Amministrazione
Ogni famiglia originaria del luogo faceva parte del cosiddetto comune patriziale ed aveva la responsabilità della manutenzione di ogni bene ricadente all'interno dei confini del comune.
Il Patriziato di Melide risulta ad oggi estinto.